# ساوا (آپولیا)
ساوا (به ایتالیایی: Sava) یک کومونه در ایتالیا است که در استان تارانتو واقع شده‌است.

## خصوصیات
ساوا ۴۴ کیلومترمربع مساحت و ۱۶٬۷۷۶ نفر جمعیت دارد و ۱۰۸ متر بالاتر از سطح دریا واقع شده‌است.

## خواهرخوانده
شهر آمفیپولیس خواهرخواندهٔ ساوا (آپولیا) هست.